# Avalon (banda)
Avalon é um grupo de música cristã contemporânea formado por Janna Long, Greg Long, Jody McBrayer e Dani Rocca. Até o momento, eles venderam 4 milhões de cópias e vinte e duas canções do grupo alcançaram o topo das paradas musicais.

## História
O grupo foi formado em 1995 pelo diretor Grant Cunningham, que trabalhava na Sparrow Records. A ideia partiu da gravadora que queria formar um quarteto misto. Cunningham então foi à procura de um vocalista para o grupo musical de cunho religioso. Cunningham começou a divulgar a propaganda para conseguir alguém que gostasse da ideia, mas não tinha achado o que ele procurava.
O desejo de formar um grupo musical já ia sendo esquecido quando Cunningham foi a um bar assistir a uma apresentação musical. Um dos artistas, Michael Passons, chamou sua atenção. Cunningham conversou com Michael e este, depois de muito orar a Deus pedindo uma resposta, decidiu cantar no grupo.
Pouco tempo depois, uma vocalista de um grupo chamado "Truth", Janna Long (na época, Janna Potter) soube da ideia de Cunningham. Ele então ouviu Janna cantar numa apresentação do grupo e a convidou para participar do projeto.
Rikk Kittleman e Tabitha Feira também se juntaram ao grupo, mas logo saíram. Tabitha recebeu um contrato para um álbum solo e Rikk. Com duas vagas abertas, Janna se lembrou de um de seus amigos do grupo "Truth", Jody McBrayer. Cunningham conversou com ele, que logo passou a ser um dos membros do Avalon. Finalmente, Nikki Hassman (Nikki Anders) foi contratada para se tornar a quarta vocalista do grupo.
Nikki gravou dois álbuns com o Avalon, "Avalon" (Dezembro de 1996) e "A Maze of Grace" (Dezembro de 1997), mas deixou o grupo em maio de 1998, para prosseguir com sua carreira solo na Sony Records.
Cherie Adams (Cherie Paliotta) foi escolhida para substituir Nikki após um dos vice-diretores do grupo ter escutado uma fita demo de Cherie cantando uma música country. Mesmo o country não sendo um dos estilos do Avalon, os empresários concordaram que ela seria uma voz perfeita.
Cherie gravou três álbuns com o grupo: "In A Different Light" (Março de 1999), "Joy: A Christmas Collection" (Setembro de 2000) e "Oxygen" (Maio de 2001), bem como lançando um álbum remixado "02: Avalon Remixed" (Março de 2002). Cherie deixou o grupo em Setembro de 2002, entrando em sua carreira solo. Nesse tempo, ela foi substituída por Melissa Greene, que também cantou no grupo “Truth”, mas não na mesma época de Janna e Jody.
Em Março de 2003, o Avalon gravou seu primeiro DVD com os maiores sucessos, "Testify to Love: The Very Best of Avalon", que incluía dois grandes hits que estavam em todas as rádios, "Everything to Me" e "New Day". Este foi o último álbum que Michael Passons, conhecido como o "pai do Avalon" cantou. Poucos meses depois do DVD ser lançado, ele seguiu com sua carreira solo, sendo substituído por Greg Long, marido de Janna Long.
No meio desses projetos, Jody McBrayer gravou seu primeiro álbum solo, "This Is Who I Am" (Setembro de 2002) com os hits "To Ever Live Without Me" e "Never Alone". Também Janna Long, que em Outubro do mesmo ano lanço seu álbum solo, "Janna" com os sucessos "Greater Is He" e "More".
Em Fevereiro de 2004, Avalon gravou em estúdio o álbum "The Creed". Os grandes sucessos desse álbum foi o carro-chefe "The Creed", "All", que ficou em segundo lugar no topo da Adult Contemporary Christian Songs, e a música cantada por Jody McBrayer "You Were There". Outra música foi "I Wanna Be With You", que foi o primeiro sucesso do Greg dentro do grupo.
O sexto álbum de estúdio, "Stand", foi lançado em Janeiro de 2006. O sucesso "Love Won’t Leave You", ficou no topo da Billboard Hot Christian Songs e Hot Christian Adult Contemporary. "Orphans of God" ficou entre as mais inspiradoras músicas da Radio & Records.
Avalon também gravou um álbum de hinos, chamado "Faith: A Hymns Collection" em Outubro de 2006, com o sucesso "In Christ Alone".
Durante o verão de 2007, Jody decidiu deixar o grupo devido a um problema cardíaco. Mas antes de sair, encontrou tempo para gravar seu último álbum com o grupo. Em fevereiro de 2008, o Avalon realizou seu nono álbum, "Another Time, Another Place". Eles entraram em turnê para promover o álbum, junto com Michael English e a banda de Daniel Doss. A primeira música que o grupo gravou para esse álbum foi um dos clássicos de Twila Paris, "God is in Control". A segunda música foi a "Another Time Another Place" de Sandy Patti e Wayne Watson, com Jody e Janna cantando o dueto.
O substituto de McBrayer foi Jeremi Richardson que fez sua primeira apresentação com a banda em novembro de 2007 no Spring Arbor, Michigan.
Foi confirmado no final de 2008 que o grupo faria uma compilação de seus grandes sucessos, "Avalon: The Greatest Hits". A maioria das músicas desse cd também foram postas no primeiro "Best Of" do grupo, em 2003. Das 16 músicas desse novo álbum, 11 estavam no primeiro. Esse novo álbum contém uma nova música chamada "Still My God", gravada com o novo membro, e foi um dos hits número um das rádios cristãs.
Em maio de 2009, Melissa Greene anunciou em seu site pessoal que não faria mais parte do Avalon, aceitando a proposta para ser coordenar o ministério eclesiástico de Música e Arte na Igreja GracePointe, em Nashville. E no mesmo mês, o grupo anunciou que Amy Richardson (esposa de Jeremi) iria substituir Melissa no grupo.
Pouco tempo depois, o grupo anunciou que iria gravar um cd com músicas inéditas (o que não fazia desde 2006 com "Stand"), agora, com uma nova gravadora, a E1 Música (anteriormente conhecida como Koch Records), finalizando assim a longa jornada que teve com a Sparrow Records. Em maio de 2009, o grupo começou a gravar os vocais com a nova integrante Amy Richardson. Um mês depois, foi anunciado o nome do mais novo álbum: "Reborn". E o primeiro single, "Arise" foi liberado para as rádios americanas em agosto do mesmo ano. No outono do mesmo ano, o grupo realizou um tour nacional junto com o grupo cristão Selah para promover o novo álbum.

## Discografia

### Álbuns de estúdio
- Avalon (1996)
- A Maze of Grace (1997)
- In a Different Light (1999)
- Joy: A Christmas Collection (2000)
- Oxygen (2001)
- The Creed (2004)
- Stand (2006)
- Faith: A Hymns Collection (2006)
- Another Time, Another Place: Timeless Christan Classics (2008)
- Reborn (2009)

### EPs
- Another Time, Another Place 3-Song iTunes EP (2007)

### Álbuns de grandes êxitos
- Testify to Love: The Very Best of Avalon (2003)
- The Greatest Hits (2009)

### Álbuns de remisturas
- 02: Avalon Remixed (2002)

## Videografia
- In Not Of (2000)
- DVD Testify to Love: Live in Concert (2003)
- In Christ Alone (2008)
- DVD Avalon Live: A Hits Collection (2008)

## Prêmios

### Indicações para o Grammy
- 2004 – 47° Grammy - Melhor álbum cristão pop/contemporâneo, "The Creed"
- 2001 – 44° Grammy - Melhor álbum cristão pop/contemporâneo, "Oxygen"
- 2000 - 43° Grammy - Melhor álbum cristão pop/contemporâneo, "Joy"

### GMA (Gospel Music Association) Dove Awards
- 2004 - Dove Award pela música Inspiração do ano - “Everything To Me”
- 1999 - Dove Award pela música Inspiração do ano - “Adonai”
- 1999 - Dove Award pela música Pop/Contemporânea do ano - “Testify to Love”
- 1998 - Dove Award por Artista Revelação do Ano
- 1998 - Dove Award pelo álbum de evento especial (pela contribuição no "God With Us")

### Outros Prêmios
- 2004- CCM (Contemporary Christian Musicians) - Grupo do Ano
- 2003- CCM (Contemporary Christian Musicians) - Grupo do Ano
- 2002- CCM (Contemporary Christian Musicians) - Grupo do Ano
- 2002- American Music Award - Artista Favorito - Música Inspiração Contemporânea
- 2000- Mais vendidos no natal pela CBA - "Joy"
- 1999- CRR (Christian Research Report) - Música do Ano - “Reason Enough”
- 1998- CRR (Christian Research Report) - Grupo do Ano
- 1998- CRR (Christian Research Report) - Música do Ano “Testify To Love”
- 1998- American Songwriter Professional Songwriter Award - Artista do Ano
- 1998- American Songwriter Professional Songwriter Award - Música do Ano “Testify To Love”

## Canções mais tocadas nas rádios
- 1996 (Avalon)
  - "Give It Up"
  - "The Greatest Story"
  - "Picture Perfect World"
  - "Savior Love"
  - "This Love"

- 1997 (A Maze of Grace)
  - "Adonai"
  - "Knockin' On Heaven's Door"
  - "Reason Enough"
  - "Testify To Love"

- 1999 (In a Different Light)
  - "Always Have Always Will"
  - "Can't Live A Day"
  - "In Not Of"
  - "Take You At Your Word"

- 2000 (Joy)
  - "Don’t Save It All For Christmas Day"
  - "Light A Candle"
  - "We are the Reason"
  - "Jesus, Born On This Day"

- 2001 (Oxygen)
  - "Come And Fill My Heart"
  - "The Glory"
  - "I Don't Want To Go"
  - "Make It Last Forever"
  - "Undeniably You"
  - "Wonder Why"

- 2002 (02: Avalon Remixed)
  - "Undeniably You (Jeff Savage Mix)"

- 2003 (Testify to Love - The Very Best of Avalon)
  - "Everything to Me"
  - "New Day"

- 2004 (The Creed)
  - "All"
  - "I Wanna Be With You"
  - "You Were There"

- 2006 (Stand)
  - "Love Won't Leave You"
  - "Orphans of God"
  - "Somehow You Are"

- 2006 (Faith: A Hymns Collection)
  - "In Christ Alone"

- 2008 (Another Time, Another Place)
  - "God is in Control"
  - "Another Time, Another Place"

- 2009 (Avalon: The Greatest Hits)
  - "Still My God"

- 2009 (Reborn)
  - "Arise"
  - "Alive"

- Outros Sucessos do Grupo:
  - "Fly to You" (Dos cds "Jesus Epic Mini-series soundtrack" e "Avalon: The Limited Edition Single"
  - "For Freedom" (Bônus online do cd "Faith")

(As músicas em negrito alcançaram o #1 nas rádios)